# Вороново (Калининградская область)
Вороново — посёлок в Гурьевском городском округе Калининградской области. Входил в состав Новомосковского сельского поселения.

## История
Впервые в документальных источниках Луизенхоф упоминается под 1508 годом, Кайнен — в XVII веке.
В 1950 году Альт Кайнен, Ной Кайнен и Луизенхоф были объединены по общим названием Вороново.

## Население
| 2002 | 2010 | 2011 |
| ---- | ---- | ---- |
| 63   | ↘37  | ↗65  |

В 1910 году в проживал 50 человек.